# CDex
CDex è un programma open source per l'estrazione (ripping) delle tracce audio da supporti CD Audio.
È disponibile per Windows ed è in grado di estrarre le tracce in formato WAV, FLAC, Vorbis, MP3 (usando l'encoder LAME), VQF, Musepack, APE, ecc.
Versioni successive alla 1.77 contengono adware.